# Саво Дрљевић
Саво Дрљевић (Жирци, код Колашина, 11. јул 1912 — Београд, 30. јануар 1994) био је учесник Народноослободилачке борбе, генерал-пуковник ЈНА и народни херој Југославије.

## Биографија
Рођен је 11. јула 1912. године у Жирцима, код Колашина, у средње имућној сељачкој породици. Као петогодишњак, средином 1917, заједно с мајком, дедом и још петоро браће и сестара, доспео је у злогласни аустроугарски логор у Вуксанлекићима. Ту је остао скоро годину дана, до бекства. Кућа његовог оца, који се са своја четири брата одметнуо у комите, постала је окупаторска касарна.
Основну школу завршио је у родном месту, а гимназију је учио у Колашину и Пећи. Током школовања у гимназији, упознао се с револуционарним идејама. По одслужењу војног рока у Школи за резервне официре, запослио се код Државних железница у Батајници, 1933. године. Са својим братом и неколико другова ангажовао се у синдикалном покрету, у организовању културно-забавног рада, отварању читаонице у родном селу и слично. Због тих активности и агитовања за изборе 1935. за листу опозиције, добио је отказ на железници. Након тога се запослио у Савезу набављачких задруга државних службеника у Београду. Већ следеће године, активно се ангажовао у синдикалном покрету, прикупљао прилоге за „Црвену помоћ“ и остало. Сарађивао је у синдикалној штампи и у подгоричком листу „Зета“. Учествовао је у демонстрацијама и акцијама које су организовали Комунистичка партија Југославије (КПЈ) и Савез банкарских, осигуравајућих, трговачких и индустријских чиновника (СБОТИЧ). Био је члан Координационог комитета за обједињавање активности чиновничких синдикaлних организација СБОТИЧ-а и Савеза приватних намештеника. Ради тих активности је више пута био хапшен и позиван на полицију. Крајем 1940. године постао је кандидат за члана КП Југославије.

### Народноослободилачка борба
У краткотрајном Априлском рату 1941, као резервни официр, када му је дезертирао командир, преузео је заповедништво над четом, а када је побегао и командант батаљона, сазвао је командире чета и предложио је организовано извлачење, како би се избегло заробљавање. Од целог пука на правцу Зајечар–Честобродице, само је његова чета пружала отпор агресору.
После напада Немачке на СССР, по директиви је прешао у илегалност, али је ускоро био ухапшен. У затвору је био до 17. јула, када је стицајем околности, изашао из затвора и одмах пошао у Црну Гору. Истога дана када су устаници ослободили Бијело Поље (20. јул), Дрљевић је стигао у Шаховићe (данашње Томашево). На предлог Среског комитета, делегат ЦК КПЈ одредио га је за војног руководиоца среза бјелопољског. Неколико дана касније постао је и командант територијалног Шаховићког батаљона и радио на формирању других територијалних јединица.
Након противофанзиве италијанских јединица и пошто су створени услови за оживљавање војних активности, формирао је Прву бјелопољску ударну чету, која је ускоро прерасла у ударни батаљон. Почетком 1942, постао је командант Бјелопољског партизанског одреда. Као командант Бјелопољског одреда, учествовао је у разбијању четничког фронта на Урошевини и ослобођењу Мојковца, 3. марта 1942. године. На тој је дужности био до почетка марта 1942. године, када је постао командант Комског одреда. Као командант Комског одреда, учествовао је у разбијању четничких батаљона у Горњој Морачи, априла 1942. године. На дан формирања Четврте пролетерске бригаде постао је командант Четвртог батаљона, а после битке и неуспеха код Купреса, командант Другог батаљона. Почетком јануара 1943, постао је командант Четврте далматинске бригаде на Биокову, а после њеног расформирања остао је при штабу Друге пролетерске дивизије до 10. јуна, када је постао командант Друге далматинске бригаде.
Августа 1943, Врховни штаб НОВЈ послао га је с групом војнополитичких руководилаца и радио-станицом за Србију, на дужност начелника Главног штаба за Србију. После неуспеха да се пребаци у Топлицу, отишао је у Црну Гору и радио при Штабу Другог корпуса. Тада је био постављен за начелника Штаба Друге пролетерске дивизије. Средином 1944, постао је начелник Штаба Ударне групе дивизија за продор у Србију. Од септембра 1944, био је начелник Штаба Првог пролетерског корпуса. У Београдској операцији био је начелник Штаба Прве армијске групе, а затим начелник штаба Прве армије. Као начелник Штаба, истакао се у планирању и извођењу Београдске операције. Од почетка фебруара 1945. до краја рата био је командант Оперативне групе дивизија (оперативног штаба) и командант Војне управе за Косово и Метохију.

### Послератна каријера
Од септембра 1945. био је начелник Штаба Пете армије, а једно време и вршилац дужности команданта исте Армије. Априла 1946, постао је командант Позадине у Министарству народне одбране. По свршеној Вишој војној академији ЈНА (Школе тактике и Ратне школе) био је постављен за начелника Управе артиљерије ЈНА (земаљске и ПА) у Државном секретаријату за народну одбрану (ДСНО). Последња дужност у ЈНА била му је заменик начелника Више војне академије ЈНА.
На свој захтев, пензионисан је 1966. године у чину генерал-пуковника ЈНА и преведен у резерву.
Био је ожењен Маром Нацевом, такође учесницом Народноослободилачке борбе и 
народним херојем Југославије. Пре ње, био је у браку са Миленом Трифунац, са којом је имао ћерку Соњу.
Умро је 30. јануара 1994. године у Београду, где је и кремиран, а његова урна је положена у породичној гробници у родном месту.
У Колашину, на Тргу бораца, подигнута му је спомен-биста 16. новембра 1998. године.
Носилац је Партизанске споменице 1941. и других југословенских одликовања, међу којима су — Ордена ратне заставе, Ордена партизанске звезде са златним венцем, Ордена братства и јединства са златним венцем, Ордена заслуга за народ са сребрним зрацима и Орден за храброст. Орденом народног хероја одликован је 10. јула 1953. године.